# Лесснер, Фридрих
Фридрих Лесснер (нем. Friedrich Leßner; 27 февраля 1825, Бланкенхайн — 1 февраля 1910, Лондон) — немецкий политик, деятель немецкого и международного рабочего движения, друг и соратник К. Маркса и Ф. Энгельса. Член Союза коммунистов. Участник Революции 1848—1849 годов в Германии.
Отец был сержантом, мать — прачкой. Молодость характеризовалась бедностью и лишениями. Он изучил ремесло портного в Веймаре, а затем начал свой путь подмастерьем. В Гамбурге он вступил в контакт с местной ассоциацией образования рабочих; в это время на него повлияли идеи Вильгельма Вейтлинга. Чтобы избежать военной службы, он бежал в Лондон. Вступил в Союз справедливых, затем Союз коммунистов. Познакомившись с Марксом и Энгельсом, примкнул к их линии, отвечал за публикацию Манифеста Коммунистической партии.
Вернулся в Германию и был активным участником революции 1848—1849 годов. Пропагандировал идеи Союза коммунистов, работал в «Новой Рейнской газете», играл важную роль в Кёльнском рабочем объединении, основал и возглавил ассоциацию рабочих Висбадена-Майнца и стал её президентом. В 1851 году был арестован и в 1852 году во время Кёльнского процесса против коммунистов был приговорён к 3 годам заключения в крепости. После освобождения эмигрировал в Лондон.
В 1860-х гг. активно участвовал в работе 1-го Интернационала, был член его Генерального совета и делегатом многих конгрессов. Последовательно отстаивал линию К. Маркса и Ф. Энгельса. Принимал участие в английском рабочем движении, в 1893 году был одним из соучредителей Независимой рабочей партии. В немецкой социал-демократии он стал символической фигурой «старой гвардии» движения примерно 1890-х годов; во время спора вокруг ревизионизма стоял на стороне ортодоксального марксизма и отвергал идеи Эдуарда Бернштейна. Партия финансово поддерживала Лесснера, который всю свою жизнь жил в основном на небольшой доход, работая портным. Несколько раз принимал участие в качестве почетного гостя на съездах Второго Интернационала. Приветствовал Революцию 1905—1907 годов в России.
Автор воспоминаний о встречах с Марксом и Энгельсом (в русском переводе см. в кн.: Воспоминания о Марксе и Энгельсе, 1956).